# Raphiocera caloptera
Raphiocera caloptera är en tvåvingeart som först beskrevs av Osten Sacken 1886.  Raphiocera caloptera ingår i släktet Raphiocera och familjen vapenflugor. Inga underarter finns listade i Catalogue of Life.